# Muang Khua
Muang Khua is een kleine plaats in de provincie Phongsali in Laos. De plaats ligt bij een kruising tussen de rivier Nam Ou, de belangrijkste noord-zuidverbinding in Noord-Laos, en Route 4, de weg die Điện Biên Phủ in Vietnam verbindt met Udomxai (Muang Xai) in Noord-Laos.